# الكسندر ويلزي
الكسندر ويلزي (بالإنجليزية: Alexander Welsh)‏ هو فقيه لغة أمريكي، ولد في 29 أبريل 1933، وتوفي في 11 أبريل 2018.